# Boreto de cromo(III)
Boreto de cromo(III) é um composto inorgânico de fórmula química CrB.